# Uma Breve História do Brasil
Uma Breve História do Brasil é um livro lançado em 2010 e escrito por Mary del Priore e Renato Venancio, editado em São Paulo pela Editora Planeta do Brasil. O livro propõe-se a dar uma visão geral da história do Brasil, com um texto com estilo dialogal, em que os autores elegeram temas considerados formadores da história brasileira. Dessa forma, diversos grupos étnicos são enfocados (brancos, negros e índios), assim como seus credos e religiões. O livro enfoca a vida cotidiana, relatando detalhes da culinária e moda.Os capítulos abrangem desde a descoberta do Brasil, discutindo sua intencionalidade ou não, até o período militar nos anos 60 e 70 do século XX, chegando ao ex-presidente Lula.

## O Brasil na rota do Oriente
O capítulo inicial faz uma descrição detalhada da Lisboa do final do século XV, do Castelo até a Ribeira das Naus, comentando sobre a movimentação intensa no cais do porto, da insalubridade das embarcações e das condições precárias de vida dos camponeses, concluindo que as grandes navegações foram "um alento e uma possibilidade num quadro de miséria e desesperança". Relata o retorno de Vasco da Gama após viagem de dois anos no dia 29 de agosto de 1499, o encontro entre os "mundos" europeu e indiano em Calicute e seus produtos gengibre do Dekan (em inglês), canela do Ceilão, pimenta da Malásia, etc. Neste cenário é que Pedro Álvares Cabral partiu para o Oriente, mas mudou propositadamente sua rota para Oeste, talvez influenciado pelas histórias que circulavam na época falando de terras ocidentais.
O primeiro capítulo encerra citando Jean Cousin, Diogo de Lepe e Alonso de Hojeda, que antes de 1500 "teriam passado pela costa brasileira". E afirma que os portugueses aportaram em 22 de abril de 1500 ao sul da Baía e fundaram Porto Seguro. No dia 26 de abril de 1500, o franciscano Henrique Soares de Coimbra festejou a Páscoa e em 1º de maio uma cruz foi plantada. No dia 2 de maio Pedro Álvares Cabral seguiu para Calicute.

## Sem fé, sem lei, sem rei
O segundo capítulo descreve o território brasileiro, os povos, cultura, artes e ciência existentes com "datações entre dez mil e nove mil anos a.C.". E aborda o processo de colonização registrando guerras e massacres contra as populações indígenas.

## Religiosidade na Colônia
O terceiro capítulo fala da estreita relação entre o Estado e a Igreja no século XV e XVI e como "evangelização e colonização se sobrepunham". Ressalta o papel educacional da Companhia de Jesus. Cita ainda para o Brasil de judeus refugiados e do vice-almirante francês Nicolau Durand de Villegaignon trazendo ideias calvinistas. Encerra o capítulo demonstrando as raízes da diversidade religiosa brasileira, ao comentar rituais chamados calundus, vindos da Benin, na costa ocidental da África.

## Poder & Poderes
O quarto capítulo discorre desde as feitorias (como em Cabo Frio e na Bahia), "primeiro instrumento institucional de ocupação das terras brasileiras", passando pelas Capitanias hereditárias, indo até a organização de um governo-geral, em 1549 com Tomé de Sousa, o "familismo político" e a falta de uma estrutura estável.

## Engenhos, escravos e guerras
O quinto capítulo desmistifica a aparente opulência dos engenhos e seus senhores, descreve e detalha a construção de uma moenda de cana e analisa as condições econômicas da época, citando a força escrava como principal combustível da economia. O capítulo informa também sobre a invasão holandesa de Olinda e Recife em 1630 e a nomeação de Maurício de Nassau como governador-geral do Brasil e relata o "colapso do preço do açúcar na bolsa de mercadorias de Amsterdã". Daí, analisa a situação no plano político, e encerra com a transição para o Ciclo do ouro.

## Quilombos e quilombolas
O sexto capítulo fala da vida nos quilombos e apresenta o Quilombo dos Palmares como o maior, mas não o único ponto de resistência dos negros ao processo escravagista. Também em Minas Gerais, no Rio Grande do Sul, Mato Grosso e em outros estados, os quilombos eram um poder paralelo e refúgio para escravos fugidos.
1. ↑  [Prefácio, páginas 7 e 8]
2. ↑  [Página 13]
3. ↑  [Página 17]
4. ↑  [Página 20]
5. ↑  [Página 29]
6. ↑  [Página 44]
7. ↑  [Página 55]